# Jack Butler Yeats
Pour les articles homonymes, voir Butler et Yeats.
John Butler Yeats, dit Jack Butler Yeats (29 août 1871 à Londres – 28 mars 1957 à Dublin), est un artiste irlandais surtout connu comme peintre qui fut également illustrateur et auteur de bande dessinée à ses débuts. 
Il est aujourd'hui considéré comme l'un des artistes irlandais les plus marquants du XXe siècle.

## Biographie
Fils du portraitiste renommé John Butler Yeats, Jack Butler Yeats est le frère cadet de William Butler Yeats, écrivain et poète, lauréat du Prix Nobel de littérature en 1923. 
Jack Butler Yeats commence sa carrière comme illustrateur en 1888, et devient un contributeur régulier du magazine hippique Paddock Life entre 1891 et 1893. De 1894 à 1917, il travaille pour de nombreuses publications jeunesse (Comic Cuts, Funny Wonder (en), Big Budget (en)) ou satiriques (Puck) auxquelles il livre de nombreuses séries de bande dessinée, dont la parodie de Sherlock Holmes Chubb-lock Holmes dans Comic Cuts en 1894. Durant cette période, il illustre également divers ouvrages en prose, pour enfants ou adultes. Alors que nombre de ses collègues sont des suiveurs de Tom Browne, il impose rapidement son style personnel.
Au fil des années, il s'intéresse aux scènes de la vie quotidienne irlandaise comme à des thèmes issus de la mythologie celte. Il s'éloigne progressivement des aquarelles plutôt conventionnelles de ses débuts et d'une approche souvent qualifiée de romantique, pour orienter son œuvre vers davantage d'expressionnisme symbolique. Son nom est fréquemment cité pour illustrer la vague de nationalisme artistique très vigoureuse dans l'Irlande d'après la guerre d'Indépendance.
Après l’indépendance, Jack Butler Yeats est le premier Irlandais à obtenir une médaille olympique (en argent) au cours des VIIIe Olympiades de Paris en 1924. Il s'agit d'un prix décerné dans la catégorie « peinture », pour son tableau The Liffey Swim : en effet, des prix artistiques sont décernés aux Jeux olympiques jusqu'en 1948,,.
| Discipline | Vermeil                | Argent                      | Bronze                 |
| ---------- | ---------------------- | --------------------------- | ---------------------- |
| Peinture   | J. Jacoby (Luxembourg) | John Butler Yeats (Irlande) | J. Van Hell (Pays-Bas) |

## Postérité
Bon nombre des tableaux de Jack Butler Yeats sont visibles à la National Gallery de Dublin qui abrite une section spécialement consacrée au peintre ainsi qu'à son entourage. Certains de ces tableaux (commentés en anglais) sont visibles en ligne sur le site de la National Gallery.
La galerie nationale de Dublin abrite également les « archives Yeats » depuis 1996 : celles-ci comprennent de nombreux objets et documents liés à Jack Butler Yeats, mais aussi à sa famille.
En 1999, son tableau The Wild Ones est vendu pour plus de 1,2 million de livres lors d'une vente à Sotheby's, ce qui est la somme la plus élevée jamais atteinte pour une vente de cet artiste.